# ジェリー藤尾
ジェリー藤尾（ - ふじお、本名：藤尾 薫紀（ふじお しげき）、1940年6月26日 - 2021年8月14日）は、日本の歌手、俳優、タレント。
オフィスキコ所属。代表曲は『遠くへ行きたい』（作詞：永六輔、作曲：中村八大）。専修大学附属京王高等学校（現・専修大学附属高等学校）中退。娘は元女優の藤尾美紀、藤尾亜紀。元妻は歌手、タレントの渡辺友子。身長172cm。

## 来歴・人物

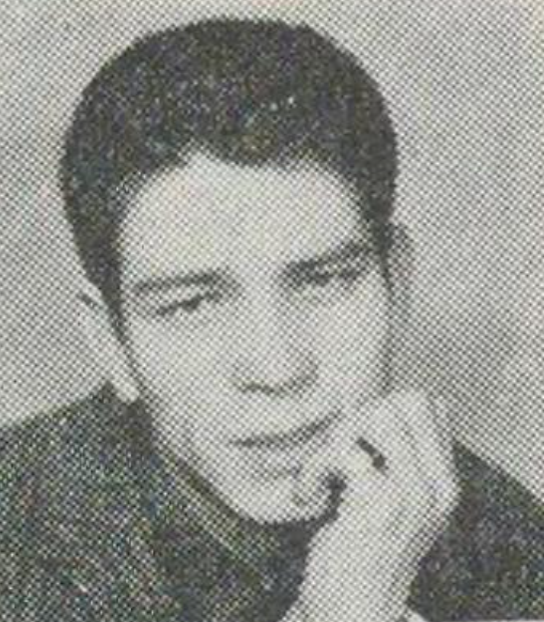
1962年頃

1940年に、高知県出身で松竹で俳優になったのちに日本放送協会国際部勤務で英語アナウンサーをしていた父・藤尾薫宏とイギリス国籍の母・オリビア・ヒース・ゴンザレスのもと、当時の中華民国上海の日本租界で生まれる。当地で第二次世界大戦の終戦を迎え1946年に家族で日本へ引き揚げるものの、上海では家族のみならず外国人居留地においても英会話のみで生活していたため、帰国後の藤尾と母は言葉の壁や外見から差別を受ける。
特に母の心労は深刻で、知り合いのいない地での孤独を紛らわすためアルコール依存症に陥り、藤尾が中学1年生の時に、台所で吐血しウィスキー瓶を握り締めたまま28歳で死去。息絶えた母を発見したのは、学校から帰宅した藤尾だった。
その後、家庭を顧みる余裕をなくした父によって生活は崩壊。深く傷つき、新宿など夜の繁華街で荒んだ生活を送り、愚連隊「三声会」の用心棒を務めるまでになっていた。ヤクザすら道を譲るほど喧嘩に明け暮れていたが、次第に音楽への道を志すようになり1957年にバンドボーイとして出入りしていたジャズ喫茶でエルヴィス・プレスリーの『ハウンド・ドッグ』を飛び入りで歌ったところ、これが所以でマナセプロダクションからスカウトされ、芸能界入り。芸名はアメリカの喜劇俳優、ジェリー・ルイスにあやかる形で名づけた。
1958年、高校留年が決定したのを機に中退し本格的に芸能生活を開始。「水原弘とブルーソックス」のシンガーとして日劇ウエスタンカーニバルで初舞台を踏む。特にリトル・リチャードのナンバーを得意とした。俳優としては1959年の『檻の中の野郎たち』（監督：川崎徹広、東宝）、歌手としては1961年に『悲しきインディアン』でレコードデビュー。翌1962年5月にNHKの人気番組『夢であいましょう』へ出演すると共に、同番組の「今月のうた」に採用された『遠くへ行きたい』が大ヒットして一躍人気者となり、「ダニー・ボーイ」、「土佐の一本釣り」、「指笛の丘」などのヒット曲を持つ。その後は黒澤明監督作品『用心棒』への出演など、映画・テレビを中心に幅広いエンターティナーとして活躍する。
1964年に歌手・タレントの渡辺トモコ（現・渡辺友子）と結婚し、二児をもうけた（後に長女・美紀は『極道ステーキ』、次女・亜紀は『セーラー服反逆同盟』などへ出演し、一時女優として活動した）。家族で『オールスター家族対抗歌合戦』などバラエティ番組へ出演、1974年からはトヨタ・カローラのCMへ出演して「円満な芸能人一家」として広く認知された。
しかし、1985年に入り夫婦の不仲が報じられ始め、同年末に渡辺が家を出るかたちで別居。1986年7月12日、正式に離婚した。その際、渡辺が女性週刊誌上で「酒浸りの生活でDVに及ぶ」、「妻の両親との不仲」、「経済的に困窮し、妻と収入が逆転した」など一方的にスキャンダルを吹聴し、ワイドショーがそれに同調して藤尾へのバッシングを始めたのを期にテレビへの露出が減り、表舞台から姿を消す事となった。このことに関して藤尾本人は多くを語らなかったが、離婚の際、2人の娘が父である藤尾の側に付いたことや、長女が母親の乱れた素行や男性関係を暴露、「あの人はクズ」と発言し、物議を醸したことで一方的なバッシング報道は収束する。
その後はリサイタルやディナーショー、懐メロ・オールディーズコンサート等を中心とした芸能活動や、慰問などの福祉活動、自らの差別体験などを通した人権に関する講演などを行っていた。
娘2人が嫁いだのを機に「面倒を見てもらうつもりはない」との意思から千葉市内の有料老人ホームに生活拠点を移していたが、晩年は、神奈川県横浜市内の次女・亜紀夫妻の自宅で暮らしていた。2021年8月14日4時52分、慢性閉塞性肺疾患起因による急性肺炎のため死去。81歳没。同年1月1日（元日）にBSテレ東で放送された『日本歌手協会 新春12時間歌謡祭』が生涯最後のメディア出演となった。戒名は「壽徳院秀歌日薫居士位」。

## エピソード
- 本人は日本国籍と日本人エンターテイナーであることに高いプライドを持っており、「日本語を大切にしない」としてJ-POPに対しては否定的である。
- 大のメーキャップ嫌いで知られる。藤尾いわく「顔にものを塗られると息が詰まる」との事。この理由により今までどうしても必要な場合「たとえば酔っ払いの役で赤ら顔にする必要がある時など」を除いてメーキャップした事がないという。
- 自らのバンド「パップ・コーンズ」のメンバーに高木智之（後の高木ブー）や仲本興喜（後の仲本工事）がいる。1963年1月2日に高木の娘が生まれた際には、その名付け親となった[9]。
- 愚連隊の用心棒から芸能界へ転身するものの、その後も武勇伝が残っている。1962年2月20日未明、港区・麻布で仲間と飲酒中に面識のないヤクザ（後に自首し逮捕）に連れ出されてナイフで切りつけられ、目の上と首に全治2週間の傷を負う事件に遭遇している。この際、ジェリーも素手で反撃して相手に全治10日間の怪我を負わせたため書類送検されている。また、ジャズ喫茶の帰り道に3人のヤクザに絡まれた際、相手の肋骨3本と前歯4本をへし折って返り討ちにしたものの、直後に現場にパトカーが駆けつけ、過剰防衛の容疑で逮捕されてしまった、という逸話もある。結婚後は円満な家庭の父親としてテレビ番組やCMに多数出演するようになり、そうした過去の「武勇伝」を表に出す事は控え、温厚なイメージに変化している。
- 1970年代の当時は、プロ野球はヤクルトファンであった。週刊ベースボール 1971年11月1日号の企画「ファン対談」で、当時ヤクルト入団4年目の松岡弘と対談している[10]。
- 2010年のインタビューでは藤尾自身が、離婚の原因が元妻・渡辺の不貞が原因だったことを認めていた[注 1]。以降渡辺とは絶縁状態が続いていたが、その後渡辺と娘2人との交流が復活し、2021年に入ると藤尾と渡辺が和解し、最期の時を夫婦・家族としてともに過ごした[12][13]。

## ディスコグラフィ

### シングル
| 発売日                      | 規格品番     | 面                       | タイトル                                | 作詞         | 作曲         | 編曲         |
| 東芝音楽工業                | 東芝音楽工業 | 東芝音楽工業             | 東芝音楽工業                            | 東芝音楽工業 | 東芝音楽工業 | 東芝音楽工業 |
| --------------------------- | ------------ | ------------------------ | --------------------------------------- | ------------ | ------------ | ------------ |
| 1961年                      |              | A                        | 悲しきインディアン                      |              |              |              |
| 1961年                      | B            |                          |                                         |              |              |              |
|                             | JP-5099      | A                        | 石松野郎の唄                            | 小野竜之介   | ダニー飯田   | ダニー飯田   |
| B                           | JP-5099      | 地平線がギラギラ         | 宇坪朱夫                                |              | ダニー飯田   | ダニー飯田   |
|                             | JP-5120      | A                        | ノーモア（ラ・パロマ）                  |              |              | ダニー飯田   |
| B                           | JP-5120      | 聖者が町にやって来る     |                                         |              |              |              |
| 1962年6月                   | JP-5133      | A                        | 遠くへ行きたい                          | 永六輔       | 中村八大     | 中村八大     |
| 1962年6月                   | JP-5133      | B                        | インディアン・ツイスト                  | 永六輔       | 中村八大     | 中村八大     |
| 1963年7月                   | JP-5237      | A                        | ヤングセブン（若い虹）                  | 前田武彦     | 三保敬太郎   | 三保敬太郎   |
| 1963年7月                   | JP-5237      | B                        | ふたりの唄                              | 前田武彦     | 三保敬太郎   | 三保敬太郎   |
| 1963年10月                  | JP-5258      | A                        | 誰かと誰かが                            | 永六輔       | 中村八大     | 中村八大     |
| 1963年10月                  | JP-5258      | B                        | なんて馬鹿な僕                          |              |              |              |
| 1965年2月                   | TP-1033      | A                        | 街角の広場で                            |              |              |              |
| 1965年2月                   | TP-1033      | B                        | ちょっとあんたに聞くけれど              |              |              |              |
| 1965年6月                   | TP-1082      | A                        | 青春に恋をしよう                        | 八木柊一郎   |              |              |
| 1965年6月                   | TP-1082      | B                        | この胸のときめきを                      |              |              |              |
| 1966年3月                   | TP-1***      | A                        | 悲しいときには                          |              |              |              |
| 1966年3月                   | TP-1***      | B                        | 魚河岸の石松                            |              |              |              |
| 1966年3月                   | TP-1216      | A                        | 遠くへ行きたい                          | 永六輔       | 中村八大     | 中村八大     |
| 1966年3月                   | TP-1216      | B                        | ヤング・セブン（若い虹）                | 前田武彦     | 三保敬太郎   | 三保敬太郎   |
| 1966年7月                   | TP-1***      | A                        | 男意気                                  |              |              |              |
| 1966年7月                   | TP-1***      | B                        | 土佐の一本漁り                          |              |              |              |
| 1967年2月                   | TP-1386      | A                        | 二人だけの道                            | 佐々木勉     |              |              |
| 1967年2月                   | TP-1386      | B                        | 君の可愛い耳もとで                      |              |              |              |
| 1967年5月                   | TP-1429      | A                        | 歩いて行こう恋人よ                      |              |              |              |
| 1967年5月                   | TP-1429      | B                        | 森の泉                                  |              |              |              |
| 1968年2月                   | TP-1584      | A                        | 指笛の丘                                | 有馬三恵子   | 鈴木淳       | 大西修       |
| 1968年2月                   | TP-1584      | B                        | ふるさとが欲しいから                    | かもまさる   | かもまさる   | 大西修       |
| 1968年5月                   | TP-1613      | A                        | 夢去りし街                              | 平田淳       | 東京之介     | 大西修       |
| 1968年5月                   | TP-1613      | B                        | 愛の湖                                  | 平田淳       | 東京之介     | 大西修       |
| 1968年9月                   | TP-2038      | A                        | ドゥー・ワカ・ドゥー                    | 城悠輔       |              |              |
| 1968年9月                   | TP-2038      | B                        | なんという素晴らしさ                    | 八木柊一郎   | いずみたく   | いずみたく   |
| 1969年8月                   | TP-2167      | A                        | ここは赤坂別れ坂                        | 平田淳       | 東京之介     |              |
| 1969年8月                   | TP-2167      | B                        | 消えた瞳                                |              |              |              |
| 1970年7月                   | TP-2291      | A                        | さよならはさよならじゃない              |              |              |              |
| 1970年7月                   | TP-2291      | B                        | 愛のしるし                              |              |              |              |
|                             | TP-10062     | A                        | 遠くへ行きたい                          | 永六輔       | 中村八大     | 中村八大     |
| B                           | TP-10062     | ヤング・セブン（若い虹） | 前田武彦                                | 三保敬太郎   | 三保敬太郎   |              |
| 1971年2月                   | TP-2***      | A                        | 夫婦                                    |              |              |              |
| 1971年2月                   | TP-2***      | B                        | はずみの恋                              |              |              |              |
| 1972年3月                   | TP-2609      | A                        | さすらいの青春                          | うさみかつみ | 小林亜星     | 馬飼野康二   |
| 1972年3月                   | TP-2609      | B                        | ポケットに夢ひとつ A dream in my pocket | うさみかつみ | 後藤忠紀     |              |
| 1972年8月                   | TP-2684      | A                        | ラ・タ・タでゴキゲン                    |              |              |              |
| 1972年8月                   | TP-2684      | B                        | ロージーちゃん                          |              |              |              |
| パイオニア                  |              |                          |                                         |              |              |              |
| 1976年11月                  | L-32P        | A                        | 巨人軍音頭                              | 梶原一騎     | 佐瀬寿一     | 池多孝春     |
| 1976年11月                  | L-32P        | B                        | 巨人軍応援歌 -王者の栄光-               | 梶原一騎     | 池多孝春     | 池多孝春     |
| CBS・ソニー（SONY RECORDS） |              |                          |                                         |              |              |              |
| 1979年4月                   | 06SH-482     | A                        | '79 遠くへ行きたい                      | 永六輔       | 中村八大     | 川口真       |
| 1979年4月                   | 06SH-482     | B                        | 憧憬（あこがれ）                        | 石丸博       | 川口真       | 川口真       |
| 1979年11月                  | 06SH-583     | A                        | 男たちのララバイ                        | 山川啓介     | 川口真       | 川口真       |
| 1979年11月                  | 06SH-583     | B                        | オールディーズ・タウン                  | 山川啓介     | 川口真       | 川口真       |
| 1980年10月                  | 07SH-844     | A                        | 別れにほほえみを                        | 萩原次郎     | 三木たかし   | 三木たかし   |
| 1980年10月                  | 07SH-844     | B                        | 霧の中の旅人                            | 萩原次郎     | 三木たかし   | 三木たかし   |
| 1991年10月25日              | SRDL-3375    | 1                        | パパとワルツを踊ろう                    | はかま満緒   | 猪俣公章     | 松浦晃久     |
| 1991年10月25日              | SRDL-3375    | 3                        | 遠くへ行きたい                          | 永六輔       | 中村八大     | 中村八大     |
| キングレコード              |              |                          |                                         |              |              |              |
| 2000年9月21日               | KISD-1946    | 1                        | 悠久人の詩                              |              |              |              |
| 2000年9月21日               | KISD-1946    | 2                        | 再びの…人生                             |              |              |              |

### アルバム

#### オリジナル・アルバム
| 発売日             | 規格         | 規格品番     | アルバム | 備考                                         |
| 東芝音楽工業       | 東芝音楽工業 | 東芝音楽工業 | 東芝音楽工業 | 東芝音楽工業                                 |
| ------------------ | ------------ | ------------ | --- | -------------------------------------------- |
|                    | LP           | JPO-1093     | 悲しき60才（ジェリーを囲むユカイな仲間） | 坂本九、森山加代子、ジェリー藤尾、渡辺トモ子 |
| 1962年             | LP           | JPO-1162     | ダニー・ボーイ ジェリー藤尾愛唱集 |                                              |
|                    | LP           | JPO-1211     | 遠くへ行きたい ジェリー藤尾ヒットソング |                                              |
|                    | LP           | TP-8229      | 愛の贈りもの | ジェリー藤尾＆トモコ                         |
| 東芝EMI            |              |              | |                                              |
| 2006年9月6日       | LP           | TOCT-11150   | 「遠くヘ行きたい」+「ダニー・ボーイ」(2in1CD) | 生産限定盤、リマスター                       |
| SPACE SHOWER MUSIC |              |              | |                                              |
| 2014年2月12日      | LP           |              | My Road～ジェリー藤尾55周年記念アルバム ※ 全て再録音源。 1. 少年時代 2. 遠くへ行きたい 3. 太陽は燃えている 4. Amazing Grace 5. My Way 6. 人生の扉 |                                              |

#### オムニバス・アルバム
| 発売日 | 規格 | 規格品番 | アルバム                        | 備考                                       |
| ------ | ---- | -------- | ------------------------------- | ------------------------------------------ |
|        | LP   | TP-7766  | スペシャルコレクション 若者の詩 | 坂本九、デュークエイセス、加山雄三など参加 |

## 出演

### 映画
- 檻の中の野郎たち（1959年、東宝）デビュー作
- 独立愚連隊（1959年、東宝）
- 足にさわった女（1960年、大映東京）
- 偽大学生（1960年、大映東京）
- 竜巻小僧（1960年、日活）
- 都会の空の用心棒（1960年、日活）
- みな殺しの歌より 拳銃よさらば!（1960年、東宝）
- 縞の背広の親分衆（1961年、東京映画、配給：東宝）
- 一石二鳥（1961年、日活）
- 地平線がぎらぎらっ（1961年、新東宝）
- 俺はトップ屋だ 顔のない美女（1961年、日活）
- 悲しき60才（1961年）
- 用心棒（1961年、東宝＝黒澤プロ）
- 東京おにぎり娘（1961年、大映東京）
- 若き日の次郎長　東海一の若親分（1961年、東映京都）
- アワモリ君売出す（1961年、東宝）
- アワモリ君乾杯!（1961年、東宝）
- アワモリ君西へ行く（1961年、宝塚映画）
- 若き日の次郎長　東海道のつむじ風（1962年、東映京都）
- 銀座の恋の物語（1962年、日活）
- 九ちゃん音頭（1962年、松竹大船）
- 次郎長と小天狗　殴り込み甲州路（1962年、東映京都）
- 若い季節（1962年、東宝）
- バラキンと九ちゃん　申し訳ない野郎たち（1962年、松竹大船）
- 九ちゃんの大当りさかさま仁義（1963年、東映東京）
- 一心太助　男一匹道中記（1963年、東映京都）
- 嘘（1963年、大映東京）
- 真田風雲録（1963年、東映京都）
- ジェリーの森の石松（1963年、東映京都）
- 牝（1964年、東映東京）
- エレキの若大将（1965年、東宝）
- そっくり大逆転（1966年、松竹大船）
- 九ちゃんのでっかい夢（1967年、松竹大船）
- 拳銃は俺のパスポート（1967年、日活）
- 日本最大の顔役（1970年、日活）
- どですかでん（1970年、東宝＝四騎の会）
- 悪の親衛隊（1971年、東映東京）
- がんばれ!ベアーズ大旋風 -日本遠征-（1978年、パラマウント映画）
- 日本フィルハーモニー物語　炎の第五楽章（1981年、エヌ・アール企画）
- この愛の物語（1987年、松竹富士）
- サクゴエ（2007年、中目黒製作所）
- 忍邪（2010年、スタジオビコロール）
- KING GAME（2010年、ファントム・フィルム）

### テレビ
- ザ・ヒットパレード（1959年 - 1970年、フジテレビ）
- 夢であいましょう（1962年、NHK総合テレビ）
- 昭和とんちんかん（1967年、日本テレビ系列）
- オールスター家族対抗歌合戦（1972年 - 1986年、フジテレビ系） - 毎回優勝
- ダイビングクイズ（1973年 - 1974年、MBS制作・NET系列） - 3代目司会者
- 笑って!笑って!!60分（1975年 - 降板時期不明、TBS） - 一家で司会兼任のレギュラーを務めていた。
- 第3の目（1975年 - 1978年、フジテレビ） - 司会[14]
- オール九州各県対抗家族なんでも合戦（RKB製作、九州地区ブロックネット） - 司会
- オールスターものまね王座決定戦（フジテレビ） - 審査員

### テレビドラマ
- 東京警備指令 ザ・ガードマン（TBS系列）
  - 第18話「裸の欲望」（1965年）
  - 第55話「知らない街」（1966年）
- 魚河岸の石松（主演、1966年、日本テレビ系列、連続ドラマ）
- 意地悪ばあさん（YTV制作・日本テレビ系列）
  - 第12話「平和なんか大嫌いの巻」（1967年）
  - 第13話「へそくりこそわが命の巻」（1967年）
- 三匹の侍 第5シリーズ 第14話「空っ風野郎」（1968年1月4日放送分、フジテレビ） - 空っ風の又次
- 渥美清の泣いてたまるか（1968年1月21日放送分、TBS系列）
- キイハンター（TBS系列） 
  - 第11話「パリから来た大泥棒」（1968年） - ピエール山口
  - 第93話「女王陛下ォー!発狂一分前」（1970年） - 桑野
  - 第106話「宝石ギャング珍道中 」（1970年） - 猿渡人麻呂
  - 第117話「東京ーホノルル豚をかついで珍道中」（1970年） - アルセーヌ
  - 第124話「腰抜け札束強盗団 」（1970年） - 永井
  - 第133話「私の首を返して頂だい」（1970年） - 眉村
  - 第145話「ギャング対自動車レース」（1971年） - 怪盗・ペイント赤木
  - 第154話「サギ師の皆様ふところにご用心!」（1971年） - 地下鉄のトム
  - 第166話「ヨーイ･ドン!赤頭巾で殺人ごっこ」（1971年） - 鮫島
- 助太刀屋助六（オムニバスドラマ『仇討ち』第19話、1969年2月5日放送分、TBS系）
- 五番目の刑事 第12話「バカは死ななきゃタメゴロー」（1969年12月18日放送分、NET系列・東映） - 為五郎
- さすらいの狼（1972年、NET系列） - むしりの才六
- 無宿侍 第11話（1973年、CX）
- 白い牙（1974年、日本テレビ系列） - 大沼
- 夜明けの刑事 第7話「お母ちゃんのお手柄」（1974年11月13日、大映テレビ・TBS） - 南原
- 破れ奉行（1977年、テレビ朝日系列） - 多門伝九郎
- セーラー服反逆同盟 第12話「落ちこぼれ名門高校マル秘作戦」（1987年、日本テレビ系列） - 藤沢 役 ※次女・亜紀と親子役で共演
- ぼくが医者をやめた理由（1990年、テレビ東京系列）
- 月曜・女のサスペンス「仙台七夕・幻の女」（1991年8月5日、テレビ東京系列）
- 土曜ワイド劇場 美人OL殺し（1994年9月3日、テレビ朝日系列）
- やすらぎの刻〜道（2019 - 2020年、テレビ朝日系列） - 辛坊修 ※遺作

### 舞台
- 努力しないで出世する方法[15]
- 南太平洋[15]

### Vシネマ
- LUMINOUS(ルミナス) / ジェリー藤尾 VS ひのき薫（1992年、SOUTHERN CROSS VIDEOARTS）
- 悪徳の勲章 Black Cop（1992年、東映ビデオ）
- まいっちんぐマチコ先生 東大お受験大作戦!!（2006年） - コケダルマ校長
- 組長×射殺 敵(たま)を狩(と)れ（2007年） - 鴫野組組長 鴫野武雄
- 実録・外道の群れ 流血の鎮魂歌（2007年） - 任侠盟友会総裁 門奈組組長 門奈和昭
- 平成清水一家（2007年）全2作 - 大前田(総裁)
- ビジネスマン必勝講座 ヤクザに学ぶカリスマ性（2008年）実例4「K会・M連合会 I会長の指導力」 - I会長
- 標的 TARGET（2009年） - マカオマフィア
- 堕悪2〜DARK〜（2011年） - 闇金業者オーナー 鎌田

### アニメ
- 町一番のけちんぼう（1978年、テレビ朝日）アニメ作品に声優で出演 - マーリィ役
- ひなまつりアニメ・ファンタジー!宇宙の果てまで冒険旅行 ロマンチック銀河ツアーへ御招待!!（1983年3月3日、日本テレビ、『木曜スペシャル』） - ゼウス役

### CM
- トヨタ・カローラ3代目・4代目（1974年～1980年）[16]、トヨタ・タウンエース初代・2代目（1981年～1985年）
- 花王 ワンダフル (1978年)
- コイズミ 学習机（1979年。家族で出演）
- 白元（現・白元アース）・アイスノン（家族で出演）
- 江崎グリコ・ワンタッチカレー（家族で出演）
- 三洋信販（現・SMBCモビット）（夫婦で出演）

### ラジオ
- はかま満緒の話しのネタ（2010年3月22日・29日ラジオ日本 - ゲスト）

## NHK紅白歌合戦出場歴
| 年度/放送回               | 曲目           | 対戦相手   |
| ------------------------- | -------------- | ---------- |
| 1961年（昭和36年）/第12回 | 石松野郎の歌   | 楠トシエ   |
| 1962年（昭和37年）/第13回 | 遠くへ行きたい | 松尾和子   |
| 1963年（昭和38年）/第14回 | 誰かと誰かが   | 坂本スミ子 |

## NHKみんなのうた出演歴
| 初放送                | 曲目          | コーラス               | 再放送                      | 備考             |
| --------------------- | ------------- | ---------------------- | --------------------------- | ---------------- |
| 1971年（昭和46年）2月 | 流氷の町 網走 | 東京荒川少年少女合唱隊 | 2017年（平成29年）2月 - 3月 | ラジオのみ再放送 |